# Tornei di tennis maschili nel 1899
Prima della nascita della cosiddetta "Era Open" del tennis, ossia l'apertura ai tennisti professionisti degli eventi più importanti, tutti i tornei erano riservati ad atleti dilettanti. Nel 1899 tutti i tornei erano amatoriali, tra questi c'erano i tornei del Grande Slam: il Campionato francese di tennis, il Torneo di Wimbledon, e gli U.S. National Championships.

## Calendario

### Gennaio
Nessun evento

### Febbraio
Nessun evento

### Marzo
| Settimana | Torneo                                                                     | Vincitore                           | Finalista             | Semifinalisti | Eliminati ai quarti |
| --------- | -------------------------------------------------------------------------- | ----------------------------------- | --------------------- | ------------- | ------------------- |
| Marzo     | South Australian Championships 1899 Adelaide, Australia Singolare - Doppio | Robert George Bowen 6-3 3-6 7-5 6-1 | David Thomas Harbison |               |                     |
| Marzo     | South Australian Championships 1899 Adelaide, Australia Singolare - Doppio |                                     |                       |               |                     |
| 20 marzo  | South of France Championships 1899 Nizza, Francia Singolare - Doppio       | Laurence Doherty 6-0 6-0 6-0        | Graf Victor Voss      |               |                     |
| 20 marzo  | South of France Championships 1899 Nizza, Francia Singolare - Doppio       |                                     |                       |               |                     |

### Aprile
| Settimana | Torneo                                                                            | Vincitore                             | Finalista        | Semifinalisti | Eliminati ai quarti |
| --------- | --------------------------------------------------------------------------------- | ------------------------------------- | ---------------- | ------------- | ------------------- |
| aprile    | French Covered Court Championships 1899 Parigi, Francia Singolare - Doppio        | Josiah Ritchie 4-6 6-3 6-3 6-4        | Paul Aymé        |               |                     |
| aprile    | French Covered Court Championships 1899 Parigi, Francia Singolare - Doppio        |                                       |                  |               |                     |
| 10 aprile | Monte Carlo Cup 1899 Monte Carlo, Monte Carlo Singolare - Doppio                  | Reginald Doherty 6-2 ritiro           | Graf Victor Voss |               |                     |
| 10 aprile | Monte Carlo Cup 1899 Monte Carlo, Monte Carlo Singolare - Doppio                  |                                       |                  |               |                     |
| 22 aprile | British Covered Court Championships 1899 Londra, Gran Bretagna Singolare - Doppio | Wilberforce Eaves 6-4 6-4 6-8 3-6 6-4 | Harold Mahony    |               |                     |
| 22 aprile | British Covered Court Championships 1899 Londra, Gran Bretagna Singolare - Doppio |                                       |                  |               |                     |

### Maggio
| Settimana | Torneo                                                                  | Vincitore                                | Finalista                      | Semifinalisti | Eliminati ai quarti |
| --------- | ----------------------------------------------------------------------- | ---------------------------------------- | ------------------------------ | ------------- | ------------------- |
| Maggio    | Irish Championships 1899 Dublino, Irlanda Singolare - Doppio            | Reginald Doherty 6-3 6-4 5-7 6-4         | Harold Mahony                  |               |                     |
| Maggio    | Irish Championships 1899 Dublino, Irlanda Singolare - Doppio            |                                          |                                |               |                     |
| Maggio    | New South Wales Championships 1899 Sydney, Australia Singolare - Doppio | August D. Kearney 1-6, 6-3, 6-3, 6-2     | Horace M. Rice                 |               |                     |
| Maggio    | New South Wales Championships 1899 Sydney, Australia Singolare - Doppio |                                          |                                |               |                     |
| 22 maggio | Southern Championships 1899 Washington, USA Singolare - Doppio          | John C. Davidson 6-1 8-6 8-6             | Jahial Parmly Paret            |               |                     |
| 22 maggio | Southern Championships 1899 Washington, USA Singolare - Doppio          |                                          |                                |               |                     |
| 27 maggio | New England Championships 1899 New Haven, USA Singolare - Doppio        | Arthur Ellsworth Foote 6-3 10-8 3-6 6-3  | Clarence Phelps Dodge          |               |                     |
| 27 maggio | New England Championships 1899 New Haven, USA Singolare - Doppio        | H. H. Hackett J.A. Allen 6-1 3-6 9-7 6-4 | Clarence Phelps Dodge W. Noyes |               |                     |

### Giugno
| Settimana | Torneo                                                                       | Vincitore                                   | Finalista                        | Semifinalisti | Eliminati ai quarti |
| --------- | ---------------------------------------------------------------------------- | ------------------------------------------- | -------------------------------- | ------------- | ------------------- |
| giugno    | Northern Championships 1899 Manchester, Gran Bretagna Singolare - Doppio     | Sydney Howard Smith walkover                | Laurence Doherty                 |               |                     |
| giugno    | Northern Championships 1899 Manchester, Gran Bretagna Singolare - Doppio     |                                             |                                  |               |                     |
| 3 giugno  | Middlesex Championships 1899 Chiswick Park, Gran Bretagna Singolare - Doppio | Harold Mahony 5-7 2-6 6-1 6-1 6-4           | Turketil George Pearson Greville |               |                     |
| 3 giugno  | Middlesex Championships 1899 Chiswick Park, Gran Bretagna Singolare - Doppio |                                             |                                  |               |                     |
| 25 giugno | Campionato francese di tennis 1899 Parigi, Francia Singolare - Doppio        | Paul Aymé 9-7 3-6 6-3                       | Paul Lebréton                    |               |                     |
| 25 giugno | Campionato francese di tennis 1899 Parigi, Francia Singolare - Doppio        | Paul Aymé Paul Lebréton                     |                                  |               |                     |
| 26 giugno | Torneo di Wimbledon 1899 Londra, Gran Bretagna Singolare - Doppio            | Reginald Doherty 1-6 4-6 6-3 6-3 6-3        | Arthur Gore                      |               |                     |
| 26 giugno | Torneo di Wimbledon 1899 Londra, Gran Bretagna Singolare - Doppio            | Reginald Doherty Laurie Doherty 7-5 6-0 6-2 | Harold Nisbet Clarence Hobart    |               |                     |

### Luglio
| Settimana | Torneo                                                                          | Vincitore                                   | Finalista                 | Semifinalisti | Eliminati ai quarti |
| --------- | ------------------------------------------------------------------------------- | ------------------------------------------- | ------------------------- | ------------- | ------------------- |
| luglio    | Middle States Championships 1899 Mountain Station, USA Singolare - Doppio       | Malcolm Whitman 6-1 4-6 6-4 6-2             | William Larned            |               |                     |
| luglio    | Middle States Championships 1899 Mountain Station, USA Singolare - Doppio       |                                             |                           |               |                     |
| 1º luglio | Welsh Championships 1899 Newport, Gran Bretagna Singolare - Doppio              | Sydney Howard Smith 6-4 4-6 6-2 5-7 6-4     | Wilberforce Vaughan Eaves |               |                     |
| 1º luglio | Welsh Championships 1899 Newport, Gran Bretagna Singolare - Doppio              |                                             |                           |               |                     |
| 2 luglio  | Metropolitan Grass Court Championships 1899 New York, USA Singolare - Doppio    | Edwin P. Fischer 1-6 7-5 6-0 6-4            | Jahial Parmly Paret       |               |                     |
| 2 luglio  | Metropolitan Grass Court Championships 1899 New York, USA Singolare - Doppio    |                                             |                           |               |                     |
| 9 luglio  | Pacific Coast Championships 1899 San Rafael, USA Singolare - Doppio             | George F. Whitney 4-6 6-4 6-1 6-1           | Sumner Charles Hardy      |               |                     |
| 9 luglio  | Pacific Coast Championships 1899 San Rafael, USA Singolare - Doppio             |                                             |                           |               |                     |
| 11 luglio | Queensland Championships 1899 Brisbane, Australia Singolare - Doppio            | Leslie Oswald Sheridan Poidevin 6-3 6-0 6-2 | E Newman                  |               |                     |
| 11 luglio | Queensland Championships 1899 Brisbane, Australia Singolare - Doppio            |                                             |                           |               |                     |
| 15 luglio | Canadian Championships 1899 Niagara Falls, Canada Singolare - Doppio            | Malcolm Whitman 6-2 6-3 6-4                 | Leonard Everett Ware      |               |                     |
| 15 luglio | Canadian Championships 1899 Niagara Falls, Canada Singolare - Doppio            |                                             |                           |               |                     |
| 15 luglio | Warwickshire Championships 1899 Leamington, Gran Bretagna Singolare - Doppio    | Edward Roy Allen 6-3 6-0 4-6 4-6 6-4        | John Mycroft Boucher      |               |                     |
| 15 luglio | Warwickshire Championships 1899 Leamington, Gran Bretagna Singolare - Doppio    |                                             |                           |               |                     |
| 16 luglio | Western Championships 1899 Cincinnati, USA Singolare - Doppio                   | Carr Neel 6-4 6-3 6-3                       | Kreigh Collins            |               |                     |
| 16 luglio | Western Championships 1899 Cincinnati, USA Singolare - Doppio                   |                                             |                           |               |                     |
| 22 luglio | Midland Counties Championships 1899 Edgbaston, Gran Bretagna Singolare - Doppio | Wilberforce Eaves 8-6 6-3                   | Ernest Douglas Black      |               |                     |
| 22 luglio | Midland Counties Championships 1899 Edgbaston, Gran Bretagna Singolare - Doppio |                                             |                           |               |                     |

### Agosto
| Settimana | Torneo                                                                      | Vincitore                              | Finalista               | Semifinalisti | Eliminati ai quarti |
| --------- | --------------------------------------------------------------------------- | -------------------------------------- | ----------------------- | ------------- | ------------------- |
| 1º agosto | Longwood Bowl 1899 Boston, USA Singolare - Doppio                           | Malcolm Whitman 6-1 6-4 7-5            | Dwight F. Davis         |               |                     |
| 1º agosto | Longwood Bowl 1899 Boston, USA Singolare - Doppio                           |                                        |                         |               |                     |
| 5 agosto  | Essex Championships 1899 Colchester, Gran Bretagna Singolare - Doppio       | Herbert Roper Barrett 6-1 6-3          | A.H. Green              |               |                     |
| 5 agosto  | Essex Championships 1899 Colchester, Gran Bretagna Singolare - Doppio       |                                        |                         |               |                     |
| 5 agosto  | Hampshire Championships 1899 Bournemouth, Gran Bretagna Singolare - Doppio  | Philip Graeme Pearson 1-6 6-3 6-4      | Allan Campbell Pearson  |               |                     |
| 5 agosto  | Hampshire Championships 1899 Bournemouth, Gran Bretagna Singolare - Doppio  |                                        |                         |               |                     |
| 5 agosto  | Scottish Championships 1899 St Andrews, Gran Bretagna Singolare - Doppio    | Ernest D. Black walkover               | Laurence Doherty        |               |                     |
| 5 agosto  | Scottish Championships 1899 St Andrews, Gran Bretagna Singolare - Doppio    |                                        |                         |               |                     |
| 11 agosto | Suffolk Championships 1899 Saxmundham, Gran Bretagna Singolare - Doppio     | Herbert Roper Barrett 6-3 6-2 6-3      | Charles Dixon           |               |                     |
| 11 agosto | Suffolk Championships 1899 Saxmundham, Gran Bretagna Singolare - Doppio     |                                        |                         |               |                     |
| 17 agosto | Southern California Championships 1899 Santa Monica, USA Singolare - Doppio | Sumner Hardy 6-0 6-2 7-5               | Alphonzo Bell           |               |                     |
| 17 agosto | Southern California Championships 1899 Santa Monica, USA Singolare - Doppio |                                        |                         |               |                     |
| 19 agosto | Homburg Cup 1899 Homburg, Germania Singolare - Doppio                       | Reginald Doherty 3-6 4-6 6-0 6-3 6-4   | Clarence Hobart         |               |                     |
| 19 agosto | Homburg Cup 1899 Homburg, Germania Singolare - Doppio                       |                                        |                         |               |                     |
| 21 agosto | German Championships 1899 Amburgo, Germania Singolare - Doppio              | Clarence Hobart 8-6 8-10 6-0 6-8 8-6   | Harold Mahony           |               |                     |
| 21 agosto | German Championships 1899 Amburgo, Germania Singolare - Doppio              |                                        |                         |               |                     |
| 22 agosto | U.S. National Championships 1899 Newport, USA Singolare - Doppio            | Malcolm Whitman 6-1 6-2 3-6 7-5        | Jahial Parmly Paret     |               |                     |
| 22 agosto | U.S. National Championships 1899 Newport, USA Singolare - Doppio            | Holcombe Ward Dwight Davis 6-4 6-4 6-3 | Leo Ware George Sheldon |               |                     |
| 22 agosto | Europe Championships 1899 Bad Homburg, Germania Singolare - Doppio          | Harold Mahony walkover                 | Reginald Frank Doherty  |               |                     |
| 22 agosto | Europe Championships 1899 Bad Homburg, Germania Singolare - Doppio          |                                        |                         |               |                     |

### Settembre
| Settimana    | Torneo                                                                           | Vincitore                                    | Finalista                 | Semifinalisti | Eliminati ai quarti |
| ------------ | -------------------------------------------------------------------------------- | -------------------------------------------- | ------------------------- | ------------- | ------------------- |
| settembre    | Torneo di Dinard 1899 Dinard, Francia Singolare - Doppio                         | Harold Mahony 6-4 6-2 6-4                    | Arthur Gore               |               |                     |
| settembre    | Torneo di Dinard 1899 Dinard, Francia Singolare - Doppio                         |                                              |                           |               |                     |
| settembre    | Torneo di Boulogne 1899 Boulogne, Francia Singolare - Doppio                     | Horace Arthur Bruce Chapman walkover         | Charles Gladstone Allen   |               |                     |
| settembre    | Torneo di Boulogne 1899 Boulogne, Francia Singolare - Doppio                     |                                              |                           |               |                     |
| 9 settembre  | Sussex Championships 1899 Brighton, Gran Bretagna Singolare - Doppio             | Sydney Howard Smith 6-4 6-3 6-2              | David Grainger Chaytor    |               |                     |
| 9 settembre  | Sussex Championships 1899 Brighton, Gran Bretagna Singolare - Doppio             |                                              |                           |               |                     |
| 16 settembre | South of England Championships 1899 Eastbourne, Gran Bretagna Singolare - Doppio | Sydney Howard Smith 6-0 6-3 6-4              | Harold Mahony             |               |                     |
| 16 settembre | South of England Championships 1899 Eastbourne, Gran Bretagna Singolare - Doppio |                                              |                           |               |                     |
| 19 settembre | Derbyshire Championships 1899 Buxton, Gran Bretagna Singolare - Doppio           | David Grainger Chaytor 6-3 6-3               | Sydney Howard Smith       |               |                     |
| 19 settembre | Derbyshire Championships 1899 Buxton, Gran Bretagna Singolare - Doppio           |                                              |                           |               |                     |
| 23 settembre | Cincinnati Open 1899 Cincinnati, USA Terra rossa Singolare - Doppio              | Nat Emerson 8-6 6-1 10-8                     | Dudley Sutphin            |               |                     |
| 23 settembre | Cincinnati Open 1899 Cincinnati, USA Terra rossa Singolare - Doppio              | Burton Hollister Nat Emerson 2-6 6-4 6-4 6-3 | C.D.W. Halsey L.H. Turner |               |                     |
| 29 settembre | Northumberland Championships 1899 Newcastle, Gran Bretagna Singolare - Doppio    | Harold Mahony 8-6 6-3                        | Wilberforce Vaughan Eaves |               |                     |
| 29 settembre | Northumberland Championships 1899 Newcastle, Gran Bretagna Singolare - Doppio    |                                              |                           |               |                     |

### Ottobre
| Settimana  | Torneo                                                                    | Vincitore                        | Finalista      | Semifinalisti | Eliminati ai quarti |
| ---------- | ------------------------------------------------------------------------- | -------------------------------- | -------------- | ------------- | ------------------- |
| 7 ottobre  | Metropolitan Championships 1899 Strathfield, Australia Singolare - Doppio | Horace Rice 4-6 6-1 6-3          | Gaden          |               |                     |
| 7 ottobre  | Metropolitan Championships 1899 Strathfield, Australia Singolare - Doppio | Gaden Horace Rice 9-7 7-5        | Wright Edwards |               |                     |
| 9 ottobre  | National Collegiate Championships 1899 New Haven, USA Singolare - Doppio  | Dwight F. Davis 6-3 7-5 7-5      | Holcombe Ward  |               |                     |
| 9 ottobre  | National Collegiate Championships 1899 New Haven, USA Singolare - Doppio  |                                  |                |               |                     |
| 22 ottobre | Western Australian Championships 1899 Perth, Australia Singolare - Doppio | John Cramond 9-7 6-4 4-6 3-6 6-3 | K. Bolton      |               |                     |
| 22 ottobre | Western Australian Championships 1899 Perth, Australia Singolare - Doppio |                                  |                |               |                     |

### Novembre
| Settimana   | Torneo                                                               | Vincitore                         | Finalista           | Semifinalisti | Eliminati ai quarti |
| ----------- | -------------------------------------------------------------------- | --------------------------------- | ------------------- | ------------- | ------------------- |
| 25 novembre | Victorian Championships 1899 Melbourne, Australia Singolare - Doppio | August D. Kearney 1-6 6-3 6-3 6-2 | Horace Michael Rice |               |                     |
| 25 novembre | Victorian Championships 1899 Melbourne, Australia Singolare - Doppio |                                   |                     |               |                     |

### Dicembre
| Settimana   | Torneo                                                                      | Vincitore                        | Finalista             | Semifinalisti | Eliminati ai quarti |
| ----------- | --------------------------------------------------------------------------- | -------------------------------- | --------------------- | ------------- | ------------------- |
| 29 dicembre | New Zealand Championships 1899 Wellington, Nuova Zelanda Singolare - Doppio | James Richard Hooper 0-8 6-3 7-5 | John Campbell Peacock |               |                     |
| 29 dicembre | New Zealand Championships 1899 Wellington, Nuova Zelanda Singolare - Doppio | N. Collins Cecil Cleve Cox       |                       |               |                     |

### Senza data
| Settimana | Torneo                                                                             | Vincitore                             | Finalista                 | Semifinalisti | Eliminati ai quarti |
| --------- | ---------------------------------------------------------------------------------- | ------------------------------------- | ------------------------- | ------------- | ------------------- |
|           | Mid-Kent Championships 1899 Maidstone, Gran Bretagna Singolare - Doppio            | Edward Roy Allen                      | non conosciuta (bandiera) |               |                     |
|           | Mid-Kent Championships 1899 Maidstone, Gran Bretagna Singolare - Doppio            |                                       |                           |               |                     |
|           | Kent Championships 1899 Beckenham, Gran Bretagna Singolare - Doppio                | Harold Mahony 6-1 6-1 6-8 3-6 8-6     | Wilberforce Vaughan Eaves |               |                     |
|           | Kent Championships 1899 Beckenham, Gran Bretagna Singolare - Doppio                |                                       |                           |               |                     |
|           | Nice Lawn Tennis Club Championships 1899 Nizza, Francia Singolare - Doppio         | William le Maire de Warzée d'Hermalle | non conosciuta (bandiera) |               |                     |
|           | Nice Lawn Tennis Club Championships 1899 Nizza, Francia Singolare - Doppio         |                                       |                           |               |                     |
|           | North London Championships 1899 Londra, Gran Bretagna Singolare - Doppio           | Arthur Gore                           | non conosciuta (bandiera) |               |                     |
|           | North London Championships 1899 Londra, Gran Bretagna Singolare - Doppio           |                                       |                           |               |                     |
|           | North of England Championships 1899 Scarborough, Gran Bretagna Singolare - Doppio  | Ernest D. Black                       | non conosciuta (bandiera) |               |                     |
|           | North of England Championships 1899 Scarborough, Gran Bretagna Singolare - Doppio  |                                       |                           |               |                     |
|           | Queen's Club Championships 1899 Londra, Gran Bretagna Singolare - Doppio           | Harold Mahony 8-10, 6-2, 7-5, 6-1     | Arthur Gore               |               |                     |
|           | Queen's Club Championships 1899 Londra, Gran Bretagna Singolare - Doppio           |                                       |                           |               |                     |
|           | South African Championships 1899 Città del Capo, Sudafrica Singolare - Doppio      | L.G. Heard 6-3, 6-2, 3-6, 6-1         | Lennox L. Giddy           |               |                     |
|           | South African Championships 1899 Città del Capo, Sudafrica Singolare - Doppio      |                                       |                           |               |                     |
|           | Swedish Covered Court Championships 1899 Stoccolma, Svezia Singolare - Doppio      | Folmer Hansen                         | non conosciuta (bandiera) |               |                     |
|           | Swedish Covered Court Championships 1899 Stoccolma, Svezia Singolare - Doppio      |                                       |                           |               |                     |
|           | Swiss International Championships 1899 Zurigo, Svizzera Singolare - Doppio         | George Miéville Simond                | non conosciuta (bandiera) |               |                     |
|           | Swiss International Championships 1899 Zurigo, Svizzera Singolare - Doppio         |                                       |                           |               |                     |
|           | Transvaal Championships 1899 Johannesburg, Sudafrica Singolare - Doppio            | E.B.C. Curtis                         | non conosciuta (bandiera) |               |                     |
|           | Transvaal Championships 1899 Johannesburg, Sudafrica Singolare - Doppio            |                                       |                           |               |                     |
|           | Welsh Covered Court Championships 1899 Craigside, Gran Bretagna Singolare - Doppio | George Aristides Caridia walkover     | Harold Mahony             |               |                     |
|           | Welsh Covered Court Championships 1899 Craigside, Gran Bretagna Singolare - Doppio |                                       |                           |               |                     |
|           | West Sussex Championships 1899 Chichester, Gran Bretagna Singolare - Doppio        | David Grainger Chaytor                | non conosciuta (bandiera) |               |                     |
|           | West Sussex Championships 1899 Chichester, Gran Bretagna Singolare - Doppio        |                                       |                           |               |                     |